# Конструктивизъм
 Тази статия е за школата в психологията.  За течението в изкуството и архитектурата вижте Конструктивизъм (изкуство).  
Конструктивизъм е теория за ученето и знанието, която обхваща редица области като епистемология, педагогика и образователна психология. В основата на конструктивизма е тезата, че човек активно изгражда това, което знае, а не го получава пасивно. Двама от най-влиятелните учени в тази област са Лев Виготски и Жан Пиаже.
За разлика от позитивизма, конструктивизмът следва интерпретативна епистемология. Затова основна позиция при конструктивизма е, че истината не е обективно понятие, а образувано от индивида и неговата среда.

## Социален конструктивизъм
Социалният конструктивизъм прилага идеите на конструктивизма в социална среда. В този вариант теорията поддържа представата, че хората в групи и самите групи помежду си, съвместно изграждат помежду си обща култура на споделени артефакти и споделен смисъл.